# Mickey Spillane
Mickey Spillane (9. března 1918 Brooklyn – 17. července 2006 Murrells Inlet) byl americký spisovatel, autor detektivních románů a příležitostný herec.
Vlastním jménem Frank Morrison Spillane. Autor detektivek tzv. drsné školy, který vytvořil postavu soukromého detektiva Mika Hammera. Ve světě se jeho knih prodalo více než 230 miliónů výtisků, patřil k jedněm nejprodávanějším americkým spisovatelům.
Narodil se v newyorském Brooklynu jako jedináček Johnu Josephu Spillanemu a Catherine Anne Spillaneové. Brzy po narození se rodina přestěhovala do města Elizabeth v americkém státě New Jersey, kde Spillane vyrůstal. Přezdívka Mickey, kterou Spillaneho oslovoval jeho otec, používal Spillane až po svém návratu do Brooklynu na počátku 40. let.
Odmalička četl, začal psát už na střední škole (Erasmus High School), kterou navštěvoval v letech 1935–1939. Již při studiu si porůznu vydělával (mj. jako artista v cirkuse). V roce 1939 nastoupil na právnickou fakultu v kansaském State Teachers College (dnes Fort Hays State University), ovšem v roce 1940 ho seznámil spolubydlící Joe Gill se svým bratrem Rayem, který pracoval jako redaktor v nakladatelství Funnies, Inc. Spillane s ním začal spolupracovat jako scenárista nebo spolueditor některých sérií, mj. psal scénáře pro komiksy, a vysokou školu už nikdy nedodělal.
Bezprostředně po napadení Pearl Harboru v prosinci 1941 se Spillane přihlásil do armády k letcům (do United States Army Air Corps). V průběhu války se stal leteckým instruktorem ve městě Greenwood ve státě Mississippi, kde se seznámil se svou první manželkou Mary Ann Pearcovou, kterou si v roce 1945 vzal. Po návratu do Brooklynu spoluzaložil s bratry Gillovými komiksové nakladatelství.

## Mike Hammer
Aby měl mladý pár peníze na koupi domku poblíž Newburghu ve státě New York, zkusil Spillane v roce 1945 napsat knihu, kterou by nabídl nakladatelství a vydělal tím nějaké peníze. Napsal ji během devatenácti dnů (některé legendy říkají, že to bylo za devět dní), nazval ji Já, porota (I, the Jury) a poslal ji nakladateli E. P. Duttonovi.
V roce 1947 byla Já, porota vydána nejprve v pevné vazbě a posléze i jako paperback v nakladatelství Signet (v prosinci 1948), kterého se prodalo pouze ve Spojených státech amerických přes šest a půl milionu výtisků. (Česky vyšla až v roce 1991 v nakladatelství Dnes v překladu Jana Kristka). V této knize se poprvé objevila postava Spillaneova soukromého detektiva jménem Mike Hammer. Hammerův předobraz se dá najít ve Spillaneově komiksech, kde vystupovala postava jménem Mike Danger. Hammer byl specifickým výtvorem pozdní drsné školy – chybí mu sice šarm Phila Marlowa, ale v jeho příbězích je daleko více sexu a násilí. Příběhy s Hammerem jsou dodnes chápány jako jednodušší, primitivnější podoba drsné školy.

## Osobní život
Obrovský úspěch Spillaneho detektivek, vydaných v rychlém sledu do roku 1951, způsobily, že se Spillane stal jedním z nejčtenějších a nejprodávanějších autorů své doby. Mickey Spillane se stal od roku 1951 jedním ze Svědků Jehovových. Reportáž ze setkání s ním vyšla v listu The Guardian.
V roce 1953 prodal autorská práva na zfilmování svých knih a zároveň psal scénáře ke komiksovým stripům s Mickem Hammerem, které vycházely v denním tisku. Od roku 1953 do roku 1960 napsal větší množství kratších povídek, které publikoval v řadě časopisů věnovaných detektivnímu žánru. V roce 1954 se s rodinou (s manželkou Mary Ann měl čtyři děti – Caroline, Kathy, Michaela a Warda), přestěhoval do Myrtle Beach v Jižní Karolíně. Manželství ovšem skončilo v roce 1962. V listopadu 1965 se Spillane oženil podruhé se zpěvačkou z nočního klubu jménem Sherri (Selmou) Molinou, která byla mj. vyfocena na obálce paperbackového vydání knihy The Erection Set (1972). Ovšem i toto manželství skončilo rozvodem v roce 1983 a Spillane se oženil ještě téhož roku v říjnu s Jane Rodgers Johnsonovou (někdejší Miss Jižní Karolíny).
V sedmdesátých letech účinkoval v televizních reklamách na pivo Miller Lite. Kromě série o Mickovi Hammerovi napsal též řadu knih se špionážní tematikou. Výjimku tvoří dvojdílný chlapecký román Den, kdy se moře stáhlo (The day the sea rolled back, 1979) a Loď, která nebyla (The Ship That Never Was, 1982), za jejíž první díl dostal v roce 1979 Junior Literary Guild Award.
Na konci 80. let spolupracoval na televizním seriálu Mike Hammer (1984–1987). V devadesátých letech dostal řadu ocenění (mj. Private Eye Writers of America's Short Story Award, 1990 nebo Mystery Writers of America's Grand Master Award, 1995)
Zemřel 17. července 2006 ve svém domě v Murrells Inlet v Jižní Karolíně na rakovinu slinivky.

## Dílo
Série o detektivu Miku Hammerovi pokračovala po vydání knihy Já, porota velmi rychle; Spillane doslova vychrlil na počátku 50. let další svazky s „hammerovskou“ tematikou: Mám rychlou zbraň (My Gun Is Quick) (1950, česky původně v roce 1992 pod názvem Rychlá je má zbraň v překladu Jana Kristka, 1998 v překladu Jiřího Špalka); Má je pomsta (Vengeance Is Mine) (1950, česky 1992 v nakladatelství Dnes v překladu Jana Filipského); Jedné osamělé noci (One Lonely Night) (1951, česky nevyšlo); Vražedná výhra (The Big Kill) (1951, česky původně pod názvem Velké vraždění v roce 1992 v překladu M. Krbce, 1998 v překladu Jiřího Špalka) a S polibkem přijde smrt (Kiss Me Deadly) (1952, česky 2001 v překladu Jiřího Špalka). Vedle toho v roce 1951 vydal nehammerovskou detektivku Dlouhé čekání (The Long Wait) (1951, česky 2009 v překladu Pavla Medka).

## Spoluautorství Maxe Allana Collinse
Těsně před svou smrtí řekl Spillane své manželce Jane, že všechny poznámky a rukopisy, které najde, má dát spisovateli Maxi Allanu Collinsovi, který "bude vědět, co s nimi dělat." Collins, jenž byl mj. spoluautorem Spillaneovy biografie One Lonely Knight: Mickey Spillane's Mike Hammer (1984, společně s James L. Traylorem), začal od roku 2006 zpracovávat větší množství rukopisů, které po Spillaneovi zůstaly. Vedle dvou dopsaných románů (Dead Street a The Goliath Bone, které vyšly v letech 2007 a 2008) tak vychází průběžně další knihy, které Spillane rozpracoval a nedokončil. Práce Maxe Allana Collinse s těmito rukopisy je pietní, pečlivě vycházející ze Spillaneho poznámek a náčrtů. Většina z knih je tedy Spillaneho dílem (Allan Collins v každé z již vydaných detektivek popisuje, jak velký fragment Spillane zanechal), ale Max Allan Collins dopisuje dialogy nebo rozepisuje načrtnuté a nedopsané situace. Z této "záhrobní" spolupráce vyšly kromě výše zmiňovaných ještě knihy Velký třesk (The Big Bang) (2010), Polib ji na rozloučenou (Kiss her Goodbye) (2011), Výtečnice (The Consummata) (2011) a Dámo, zemři! (Lady, Go Die!) (2012). Do roku 2014 chce Max Allan Collins takto připravit ještě dva další romány (Complex 90 a King of the Weeds).